# Magda Kósáné Kovács
Magda Kósáné Kovács (n. 4 noiembrie 1940, Budapesta, Regatul Ungariei – d. 27 iulie 2020, Budapesta, Ungaria) a fost un om politic maghiar, membru al Parlamentului European în perioada 2004-2009 din partea Ungariei.